# The Tail of a Coat
The Tail of a Coat (o The Tale of a Coat) è un cortometraggio muto del 1914 diretto da Norval MacGregor

## Produzione
Il film fu prodotto dalla Selig Polyscope Company.

## Distribuzione
Distribuito dalla General Film Company, il film - un cortometraggio in una bobina - uscì nelle sale cinematografiche statunitensi il 18 dicembre 1914.